# Compraventa a plazos
La compraventa a plazos es una modalidad de compraventa utilizada habitualmente para bienes duraderos y en la que el pago del precio no se hace en el momento de adquirir el bien o servicio, sino que se difiere en el tiempo a través de una serie de pagos denominados «plazos», «cuotas», «abonos» o «letras». Pagar a plazos no altera la característica de instantaneidad de una compraventa, ya que ésta genera obligaciones cuya realización se deduce inmediata.
En general, esta modalidad se aplica a bienes y servicios caros, tratando de facilitar al comprador su adquisición. Los plazos son una forma de financiación mediante la que el vendedor acepta cobrar el dinero de forma escalonada o en partes, para así poder ampliar su mercado y buscar un incremento en sus ventas. La compraventa a plazos se ha popularizado en la adquisición de viajes, de casas y apartamentos, de construcciones, de electrodomésticos, de aparatos de tecnología, de automóviles e incluso de intervenciones quirúrgicas, entre otros muchos ejemplos.
La garantía del pago del precio es normalmente el mismo bien vendido, aunque también pueden serlo otros bienes que posea el deudor; por ello, el impago de uno o más plazos suele implicar su embargo. En algunos casos, puede estar involucrado en la operación una prenda sin desplazamiento sobre el propio bien vendido, o también letras de cambio o pagarés, para asegurar el cumplimiento de las cuotas.

## En México
Por medio de un pago inicial, las ventas a plazos permiten al comprador que disfrute de los bienes adquiridos de inmediato. La reglamentación de este tipo de operaciones se encuentra en el código civil en los artículos 2310 al 2312 que en resumen establece lo siguiente:
- 2310:"La falta de uno o varios pagos puede originar la rescisión del contrato".
- 2311:"Mientras no pase el bien a propiedad del comprador si éste recibe y usa el bien será considerado como en arrendamiento del mismo, y los pagos hechos serán tomados como renta".
- 2312:"Nos habla de que el vendedor se reserva la propiedad del bien, hasta que el precio haya sido totalmente pagado".

En México, el Código Fiscal de la Federación en su artículo 14-b establece que se efectúan enajenaciones a plazo con pago diferido o en parcialidades cuando se efectúan con clientes que sean público en general, se difiera más del 35% del precio para después del sexto mes y el plazo pactado exceda de 12 meses.

### I.V.A.
El artículo 12 de la ley general del I.V.A. dice que para calcular el impuesto tratándose de enajenaciones se considera como valor el precio a la contraprestación pactada, así como a la cantidad de que además, se cargue o cobren al adquiriente por otros impuestos, derechos, intereses tanto moratorios como normales, penas convencionales, entre otras.